# Cotula
 Cotula   L., 1753 è un genere di piante angiosperme dicotiledoni della famiglia delle Asteraceae, sottofamiglia Asteroideae, tribù Anthemideae (Southern hemisphere grade) e sottotribù Cotulinae.

## Etimologia
Il nome del genere deriva dalla parola greca "kotule" (= tazzina) e fa riferimento alla cavità posta alla base delle foglie di tipo amplessicaule di alcune specie di questo genere.
Il nome scientifico del genere è stato definito dal botanico Carl Linnaeus (1707-1778) nella pubblicazione " Species Plantarum" ( Sp. Pl. 2: 891) del 1753.

## Descrizione

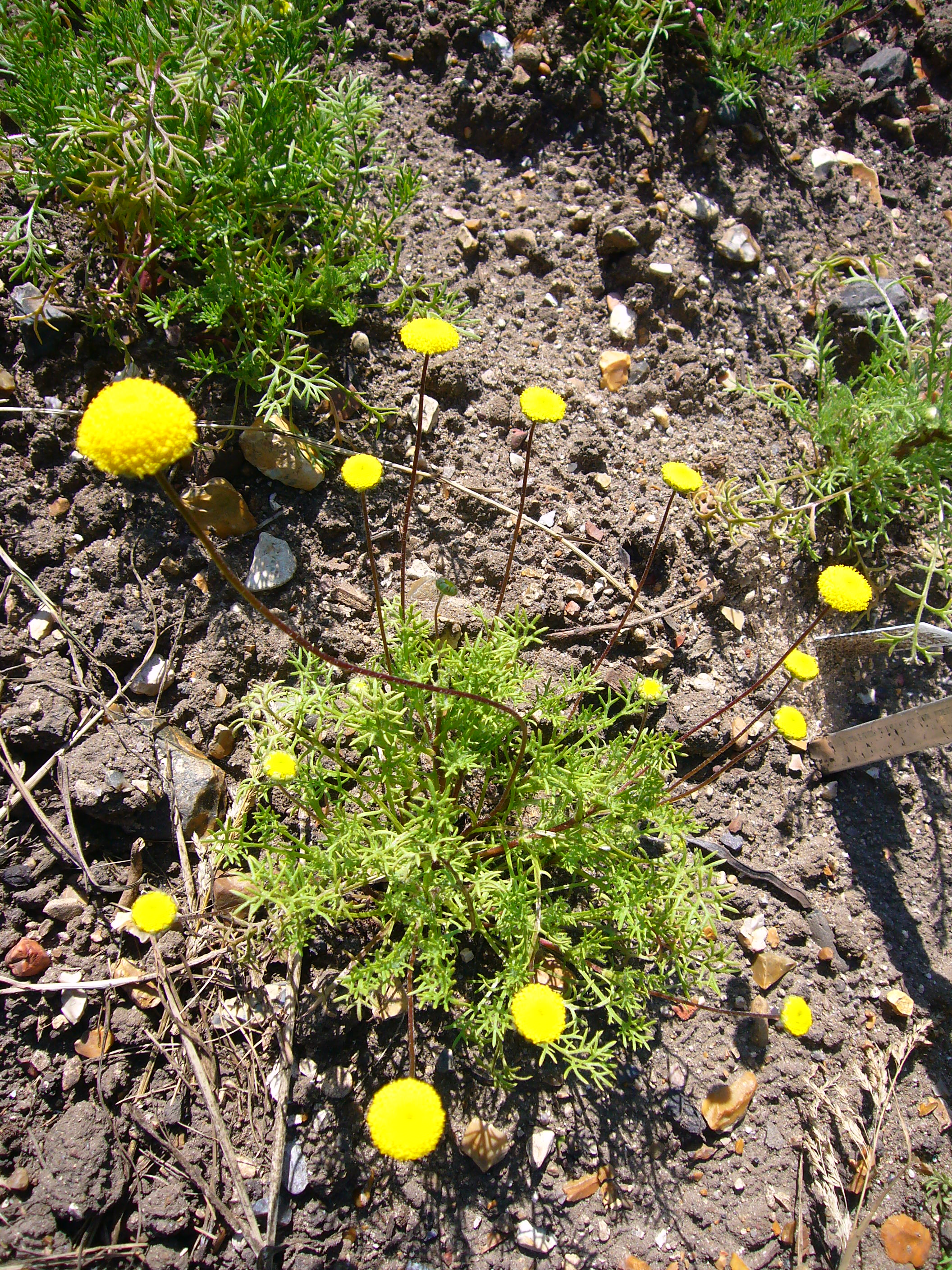
Il portamento
Cotula barbata

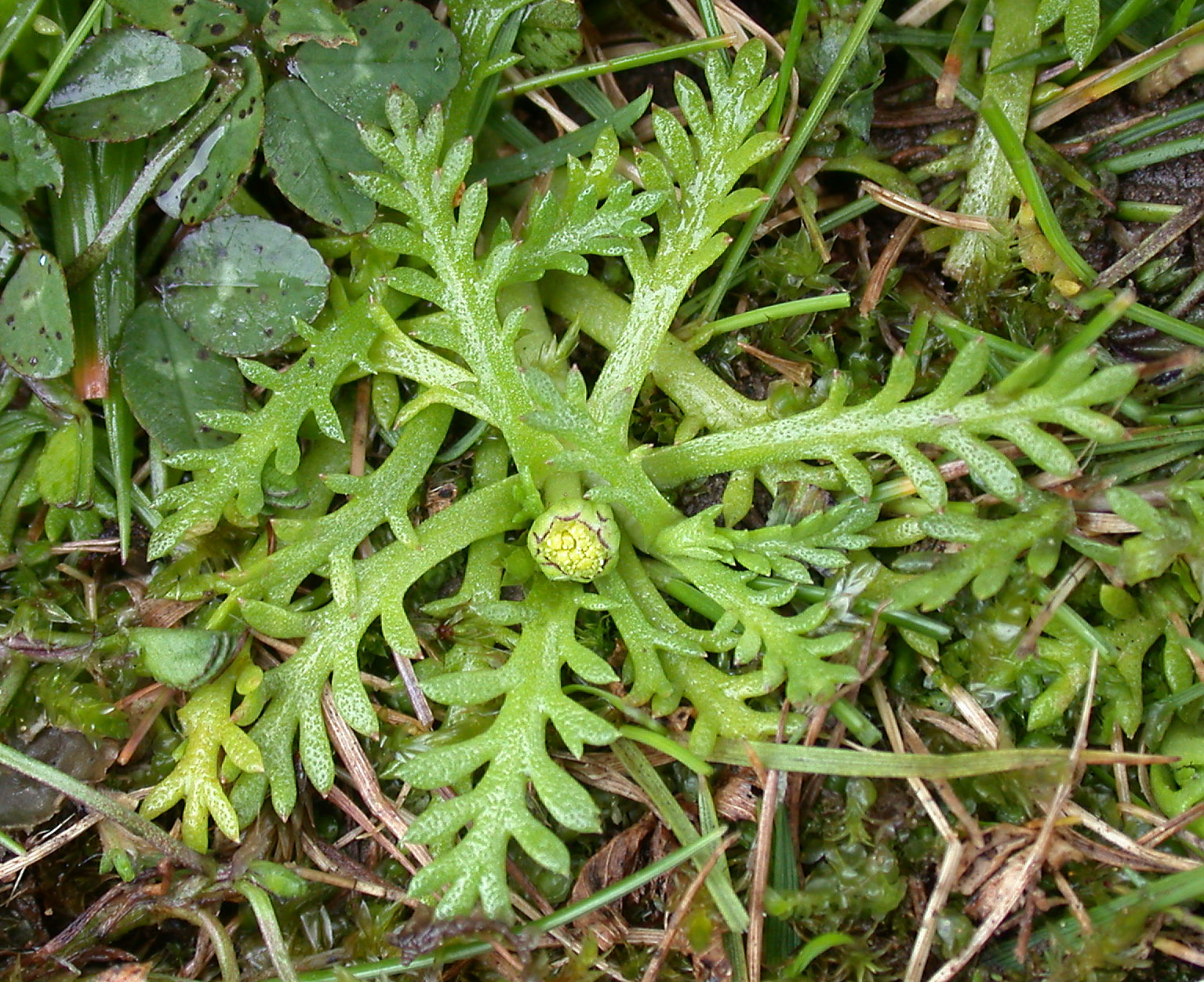
Le foglie
Cotula alpina

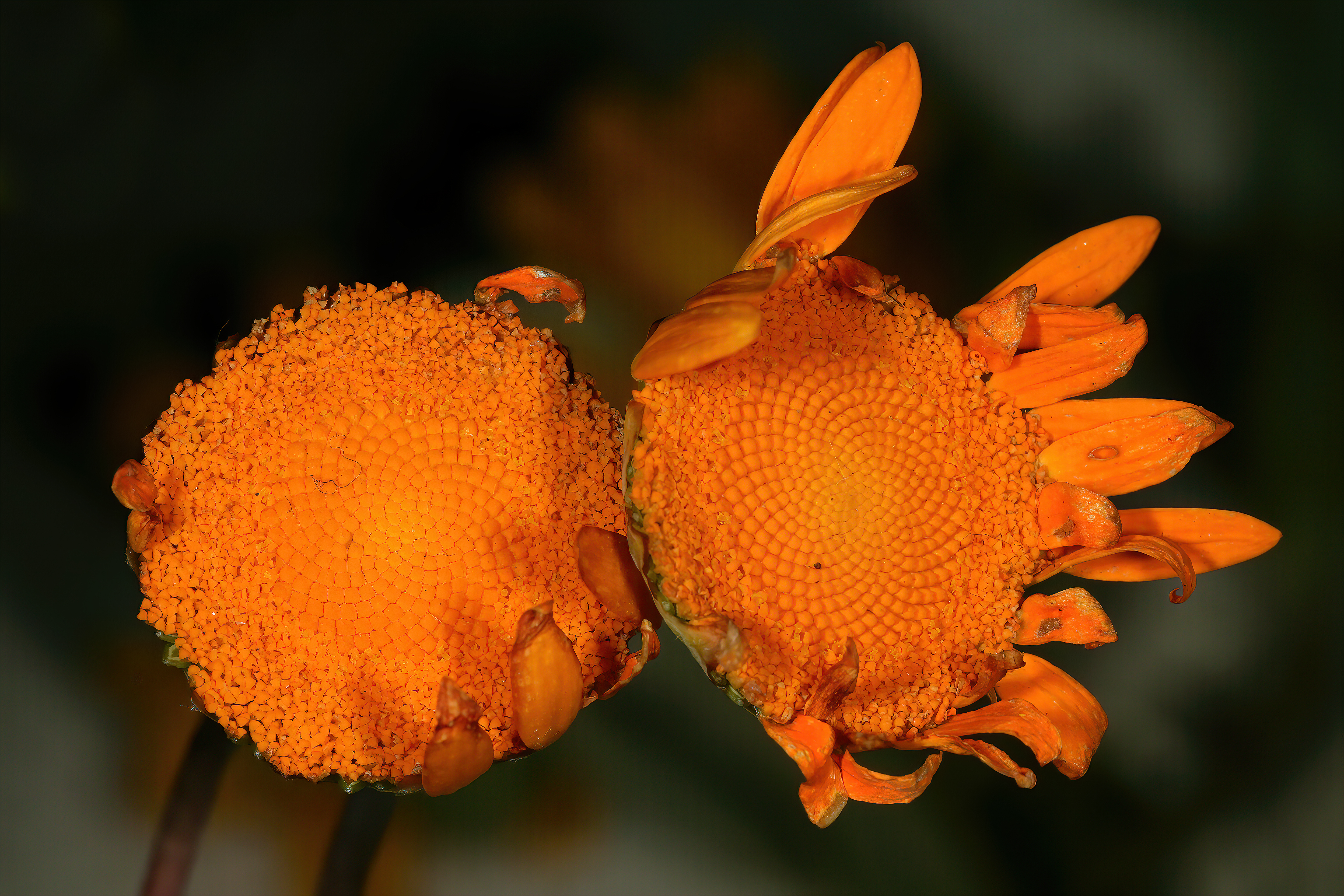
Infiorescenza
Cotula duckittiae

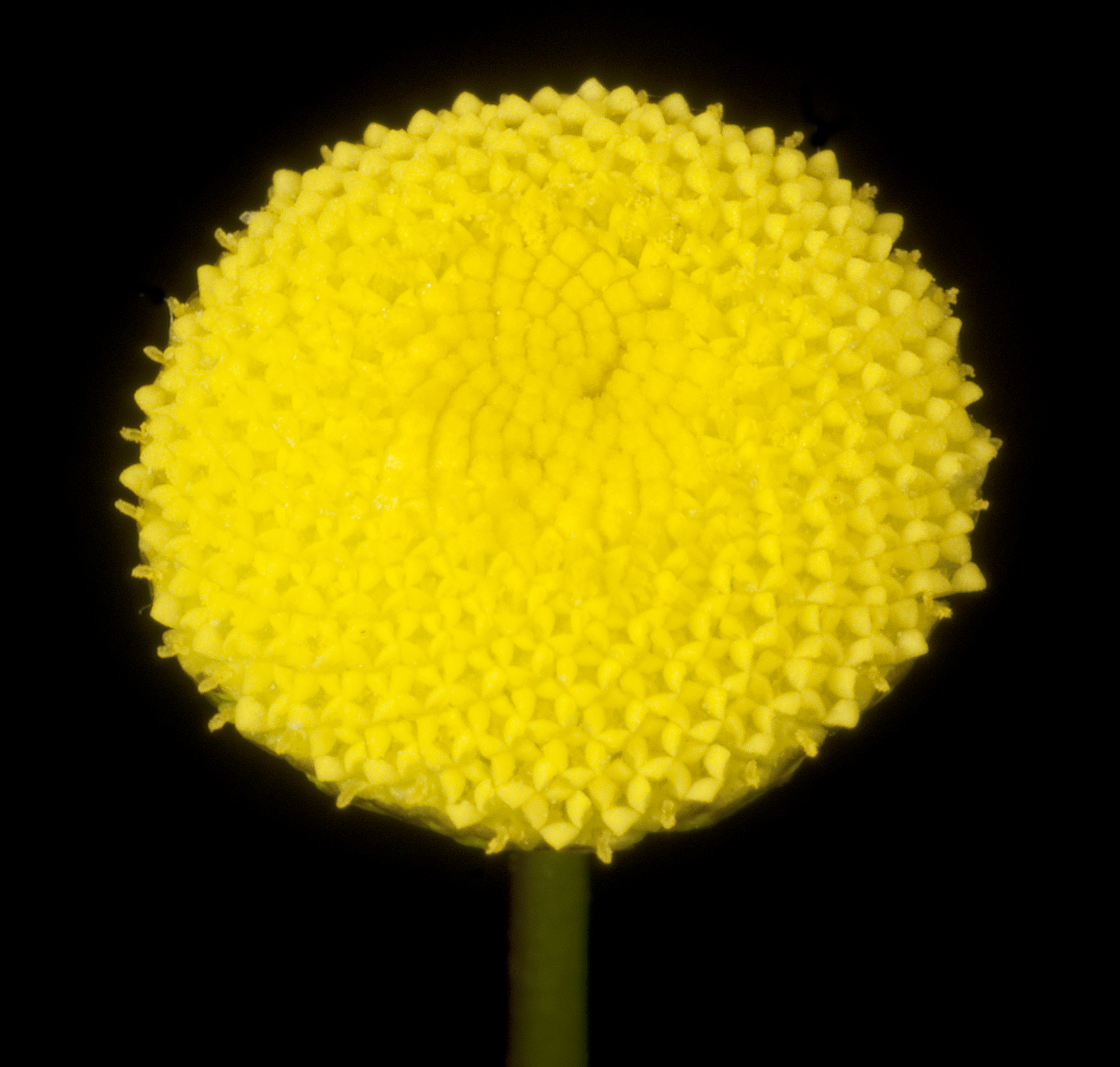
I fiori
Cotula cotuloides

Portamento. Le piante di questo genere sono erbacee perenni e annuali. L'indumento è formato da peli basifissi oppure è glabro. A volte queste piante sono aromatiche.
Fusto. La parte aerea varia da eretta o prostrata a decombente o ascendente, semplice o ramosa. La superficie è glabra o da più o meno strigosa a villosa (per peli per lo più basifissi). Altezza media: 2 - 25 cm.
Foglie. Le foglie, in maggioranza cauline e picciolate o sessili, sono disposte in modo alterno (talvolta opposto) con lamina a forma da lanceolata a lineare (ma anche obovate o spatolate) di tipo pennatosetta (1 – 3 volte); i bordi possono essere seghettati oppure interi. La superficie può essere ghiandolosa. Quelle inferiori possono essere affollate alla base.
Infiorescenza. Le sinflorescenze sono formate da capolini solitari. Le infiorescenze vere e proprie sono composte da un capolino terminale peduncolato di tipo disciforme o discoide (talvolta brevemente radiato), normalmente con fiori eterogami (raramente omogami). I peduncoli possono essere gonfiati. I capolini sono formati da un involucro, con forme da emisferiche a obconiche, composto da 13 - 30 brattee, al cui interno un ricettacolo fa da base ai fiori di due tipi: fiori del raggio e fiori del disco. Le brattee, colorate di bruno, a consistenza erbacea, con margini scariosi e canali resinosi centrali sono disposte in modo più o meno embricato su 2 - 3 serie.  La forma del ricettacolo varia da piatta a emisferica, e normalmente è privo di pagliette a protezione della base dei fiori, ma a volte può essere peloso o marginalmente con pagliette. Diametro dell'involucro: 3 - 12 mm.
Fiori.  I fiori sono tetra-ciclici (formati cioè da 4 verticilli: calice – corolla – androceo – gineceo) e pentameri (calice e corolla formati da 5 elementi). Si distinguono in:
- fiori del raggio (esterni): sono da 5 a 80 per capolino, sono femminili e disposti su 1 - 3 serie; la forma è ligulata (zigomorfa); talvolta sono mancanti;
- fiori del disco (centrali): sono più numerosi (da 12 a 200) con forme brevemente tubulose (attinomorfe); quelli centrali sono ermafroditi (o anche funzionalmente maschili), quelli più esterni sono fertili.

- Formula fiorale:

*/x K {\displaystyle \infty }, [C (5), A (5)], G 2 (infero), achenio
- Calice: i sepali del calice sono ridotti ad una coroncina di squame.

- Corolla: 
  - fiori del raggio: la forma della corolla alla base è più o meno tubulosa-imbutiforme, mentre all'apice è ligulata; la ligula può terminare con alcuni denti; il colore è bianco o giallo;
  - fiori del disco: la forma è tubulare bruscamente divaricata in 3 - 4 lobi; i lobi, patenti o eretti, hanno una forma deltata o più o meno lanceolata; il colore è giallo; in alcune specie i lobi hanno un canale centrale resinoso e un lobo dei fiori centrali tubulosi del disco può essere di tipo radiato, oppure i lobi sono diversi tra di loro (alcuni larghi e altri stretti).

- Androceo: l'androceo è formato da 5 stami (alternati ai lobi della corolla) sorretti da filamenti generalmente liberi; gli stami sono connati e formano un manicotto circondante lo stilo. Le antere possono essere sia di tipo basifissa che mediofissa (ossia attaccate al filamento per la base – nel primo caso; oppure in un punto intermedio – nel secondo caso).[14] Questa caratteristica ha valore tassonomico in quanto distingue i generi gli uni dagli altri. Il tessuto endoteciale (rivestimento interno dell'antera) è quasi sempre non polarizzato. Il polline è sferico con un diametro medio di circa 25 micron;  è tricolporato (con tre aperture sia di tipo a fessura che tipo isodiametrica o poro) ed è echinato (con punte sporgenti). La parte apicale delle appendici delle antere ha delle forme ovato-ellittiche.

- Gineceo: l'ovario è infero uniloculare formato da 2 carpelli. Lo stilo (il recettore del polline) è filiforme e profondamente bifido (con due stigmi divergenti) e con le linee stigmatiche marginali separate o contigue. I due bracci dello stilo hanno una forma troncata e possono essere papillosi o ricoperti da ciuffi di peli. In alcune specie lo stilopodio alla fruttificazione si presenta ingrossato e persistente.

Frutti. I frutti sono degli acheni con pappo (a volte il pappo può mancare);
- achenio: gli acheni sono di tipo polimorfo (oblunghi, subglobosi o da dorso-ventralmente piatti e ellittici) a volte compressi e con alcune (2 - 10) coste o 3 - 4 angoli; a volte sono presenti due ali laterali;
- pappo: il pappo normalmente è formato da alcune scaglie apicali (subpappo) o è assente del tutto.

## Biologia
Impollinazione: l'impollinazione avviene tramite insetti (impollinazione entomogama tramite farfalle diurne e notturne).

Riproduzione: la fecondazione avviene fondamentalmente tramite l'impollinazione dei fiori (vedi sopra).

Dispersione: i semi (gli acheni) cadendo a terra sono successivamente dispersi soprattutto da insetti tipo formiche (disseminazione mirmecoria). In questo tipo di piante avviene anche un altro tipo di dispersione: zoocoria. Infatti gli uncini delle brattee dell'involucro (se presenti) si agganciano ai peli degli animali di passaggio disperdendo così anche su lunghe distanze i semi della pianta. Inoltre per merito del pappo (se presente) il vento può trasportare i semi anche a distanza di alcuni chilometri (disseminazione anemocora).

## Distribuzione e habitat
Le specie di questo genere sono distribuite ovunque (genere cosmopolita).

## Sistematica
La famiglia di appartenenza di questa voce (Asteraceae o Compositae, nomen conservandum) probabilmente originaria del Sud America, è la più numerosa del mondo vegetale, comprende oltre 23.000 specie distribuite su 1.535 generi, oppure 22.750 specie e 1.530 generi secondo altre fonti (una delle checklist più aggiornata elenca fino a 1.679 generi). La famiglia attualmente (2021) è divisa in 16 sottofamiglie; la sottofamiglia Asteroideae è una di queste e rappresenta l'evoluzione più recente di tutta la famiglia.

### Filogenesi
Il gruppo di questa voce è descritto nella tribù Anthemideae, una delle 21 tribù della sottofamiglia Asteroideae). In base alle ultime ricerche nella tribù sono stati individuati (provvisoriamente) 4 principali lignaggi (o cladi): "Southern hemisphere grade", "Asian-southern African grade", "Eurasian grade" e "Mediterranean clade". Il genere  Cotula  (insieme alla sottotribù Cotulinae) è incluso nel clade Southern hemisphere grade..
Da un punto di vista filogenetico il genere  Cotula  occupa una posizione vicina al "core" della sottotribù. In particolare fa parte del "Cotula Group" insieme ai generi Soliva e Leptinella.
I caratteri distintivi del genere sono:
- i fiori del raggio (non sempre presenti) sono pedicellati;
- la corolla dei fiori del disco è piatta;
- i fiori centrali del disco sono fertili;
- gli acheni (compressi) sono tetragoni e all'apice sono presenti delle minute scaglie.

Il numero cromosomico delle specie di questo genere è: 2n = 16, 18 e 20.

### Elenco delle specie
Questo genere ha 55 specie:
A - B
- Cotula abyssinica Sch.Bip. ex A.Rich.
- Cotula alpina (Hook.f.) Hook.f.
- Cotula andreae (E.Phillips) K.Bremer & Humphries
- Cotula anthemoides L.
- Cotula australis Hook.f.
- Cotula barbata DC.
- Cotula bipinnata Thunb.
- Cotula bracteolata E.Mey. ex DC.

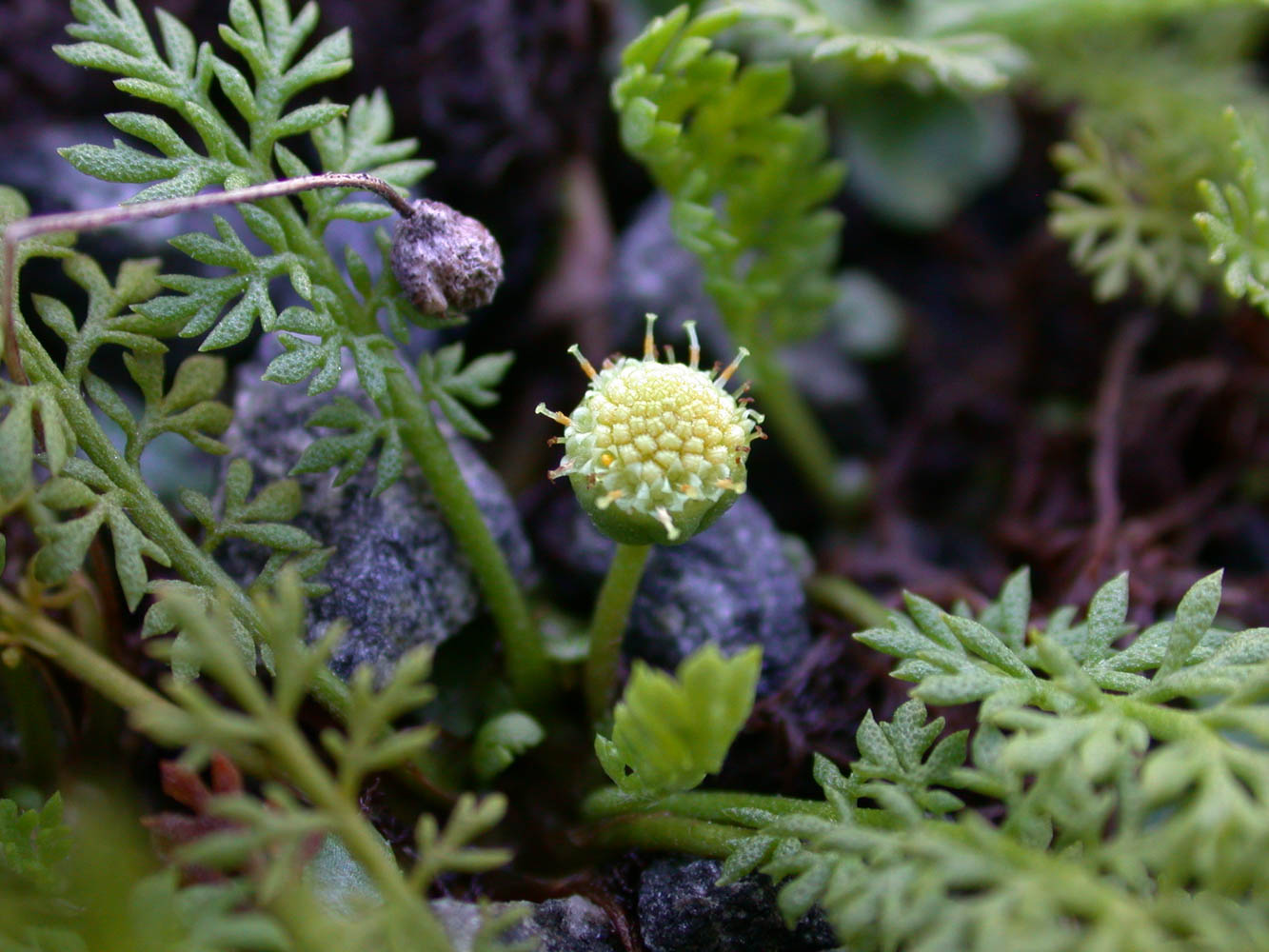
Cotula alpina
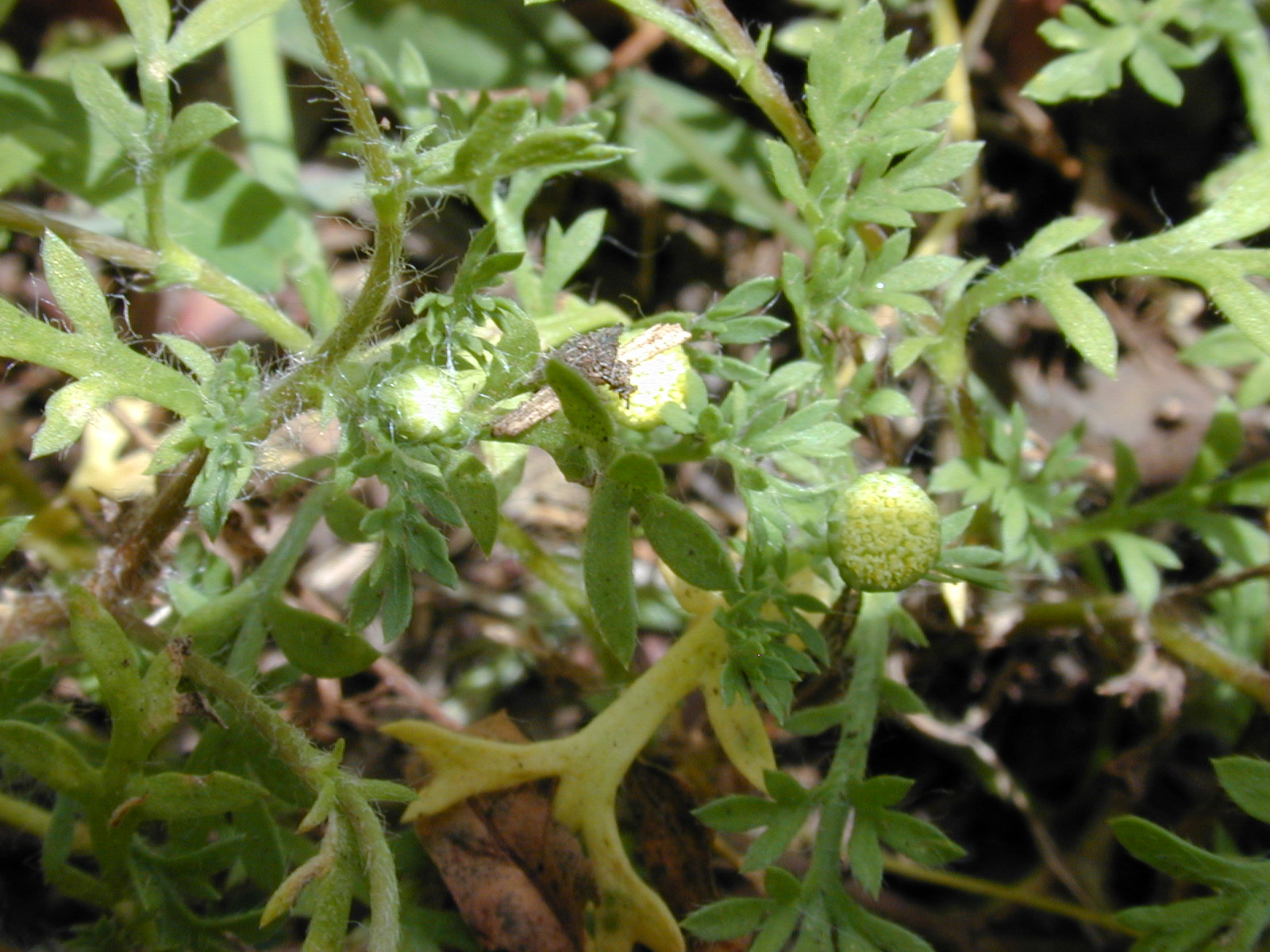
Cotula australis
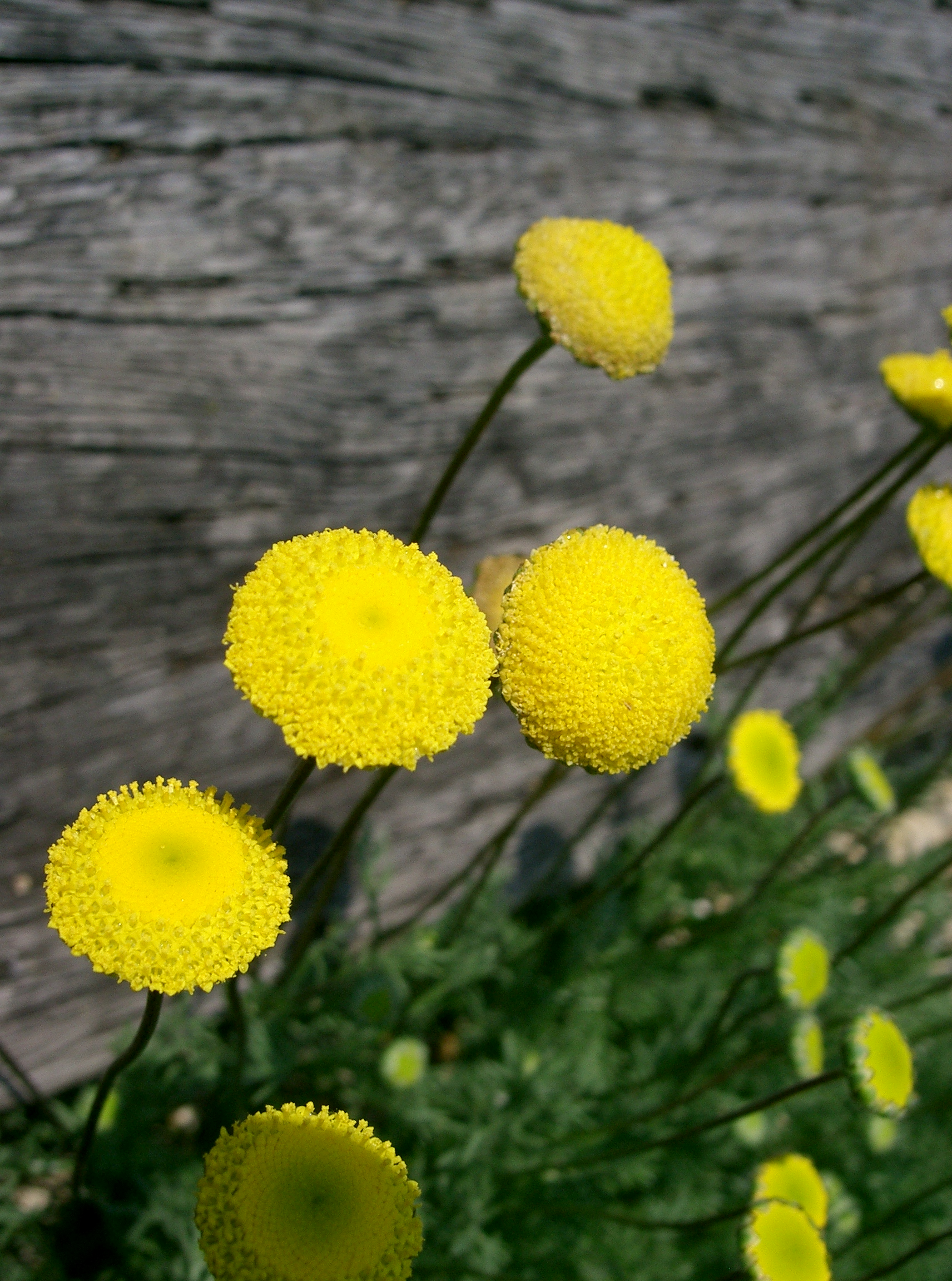
Cotula barbata

C...G
- Cotula calcicola Jakoet, Mucina & Magee
- Cotula ceniifolia DC.
- Cotula coronopifolia L.
- Cotula cotuloides (Steetz) Druce
- Cotula cryptocephala Sch.Bip. ex A.Rich.
- Cotula dielsii Muschl.
- Cotula discolor (DC.) J.C.Manning & Mucina
- Cotula duckittiae (L.Bolus) K.Bremer & Humphries
- Cotula eckloniana (DC.) Levyns
- Cotula filifolia Thunb.
- Cotula goughensis Rud.Brown

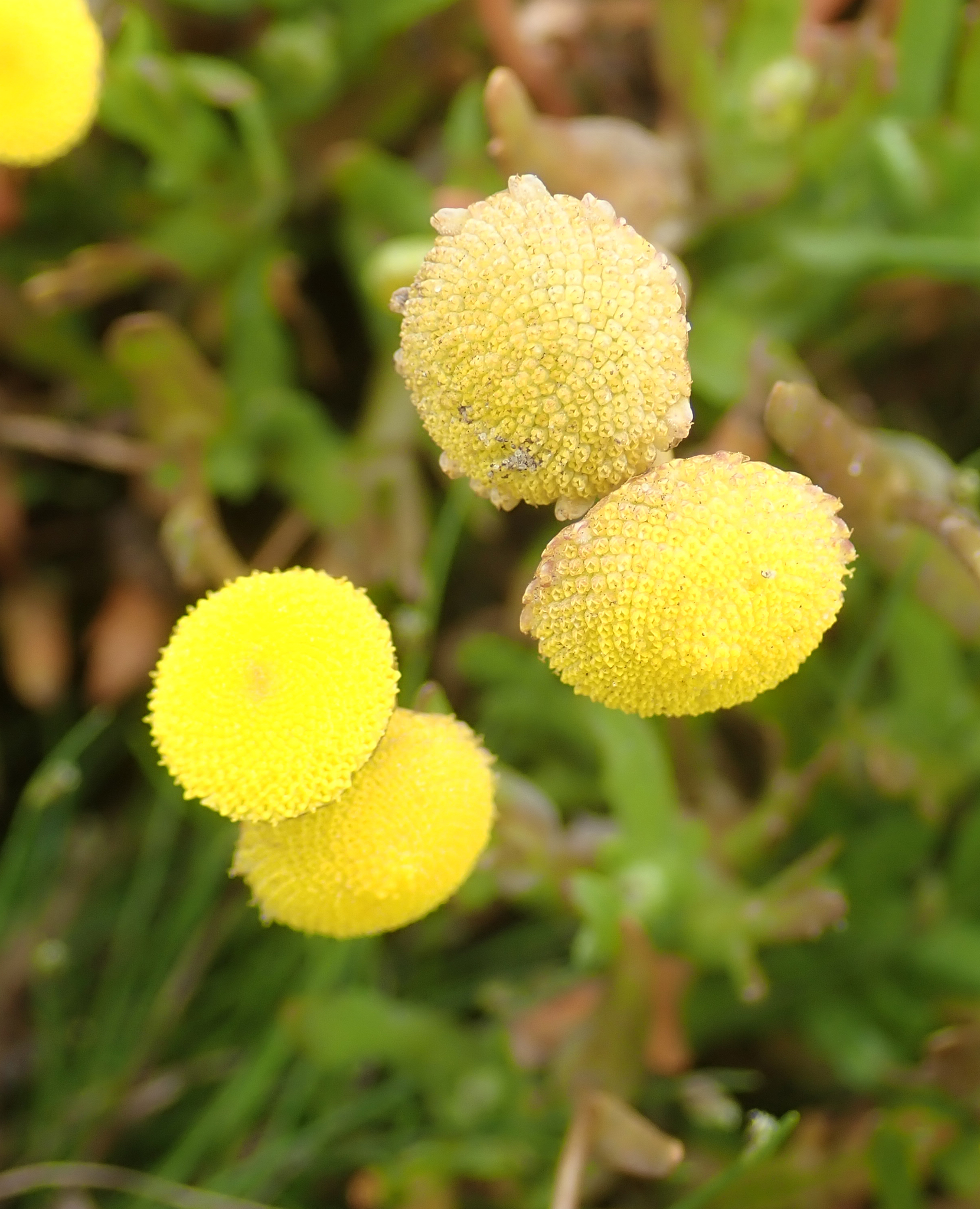
Cotula coronopifolia
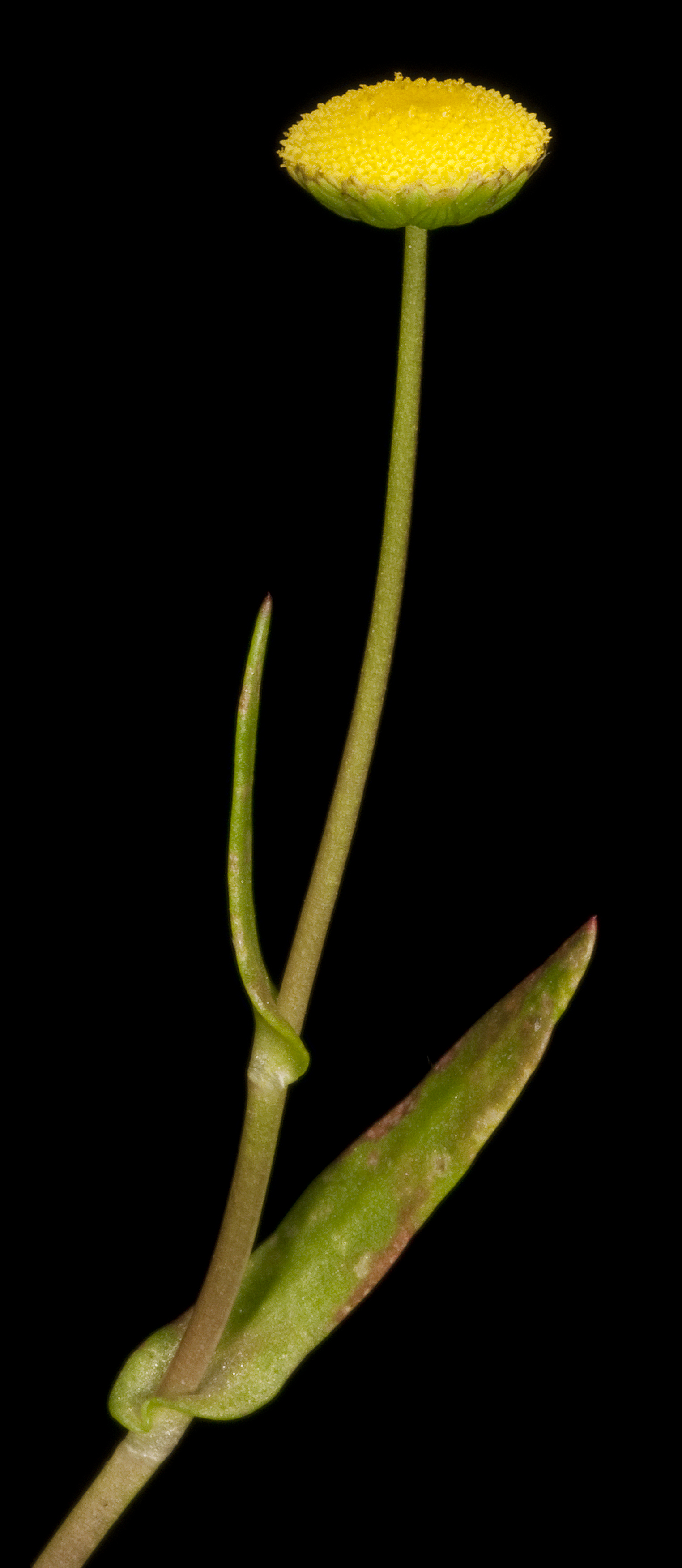
Cotula cotuloides
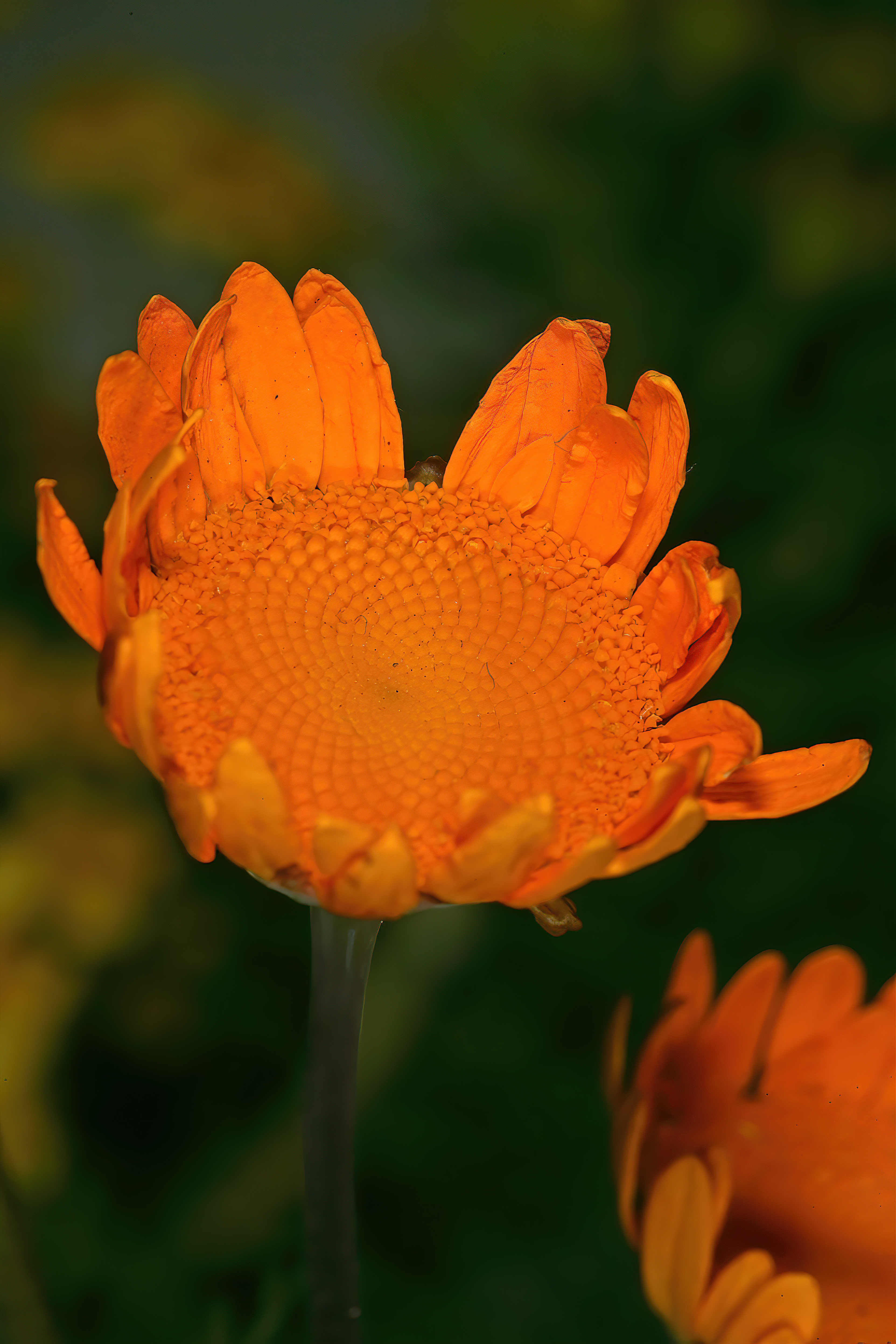
Cotula duckittiae

H - K - L - M
- Cotula hemisphaerica (Roxb.) Wall. ex C.B.Clarke
- Cotula heterocarpa DC.
- Cotula hispida (DC.) Harv.
- Cotula kotschyi Benth. & Hook.f.
- Cotula laxa DC.
- Cotula leptalea DC.
- Cotula lineariloba (DC.) Hilliard
- Cotula loganii Hutch.
- Cotula macroglossa Bolus ex Schltr.
- Cotula melaleuca Bolus ex Schltr.
- Cotula membranifolia Hilliard
- Cotula microglossa (DC.) O.Hoffm. & Kuntze
- Cotula montana Compton
- Cotula moseleyi Hemsl.
- Cotula myriophylloides Hook.

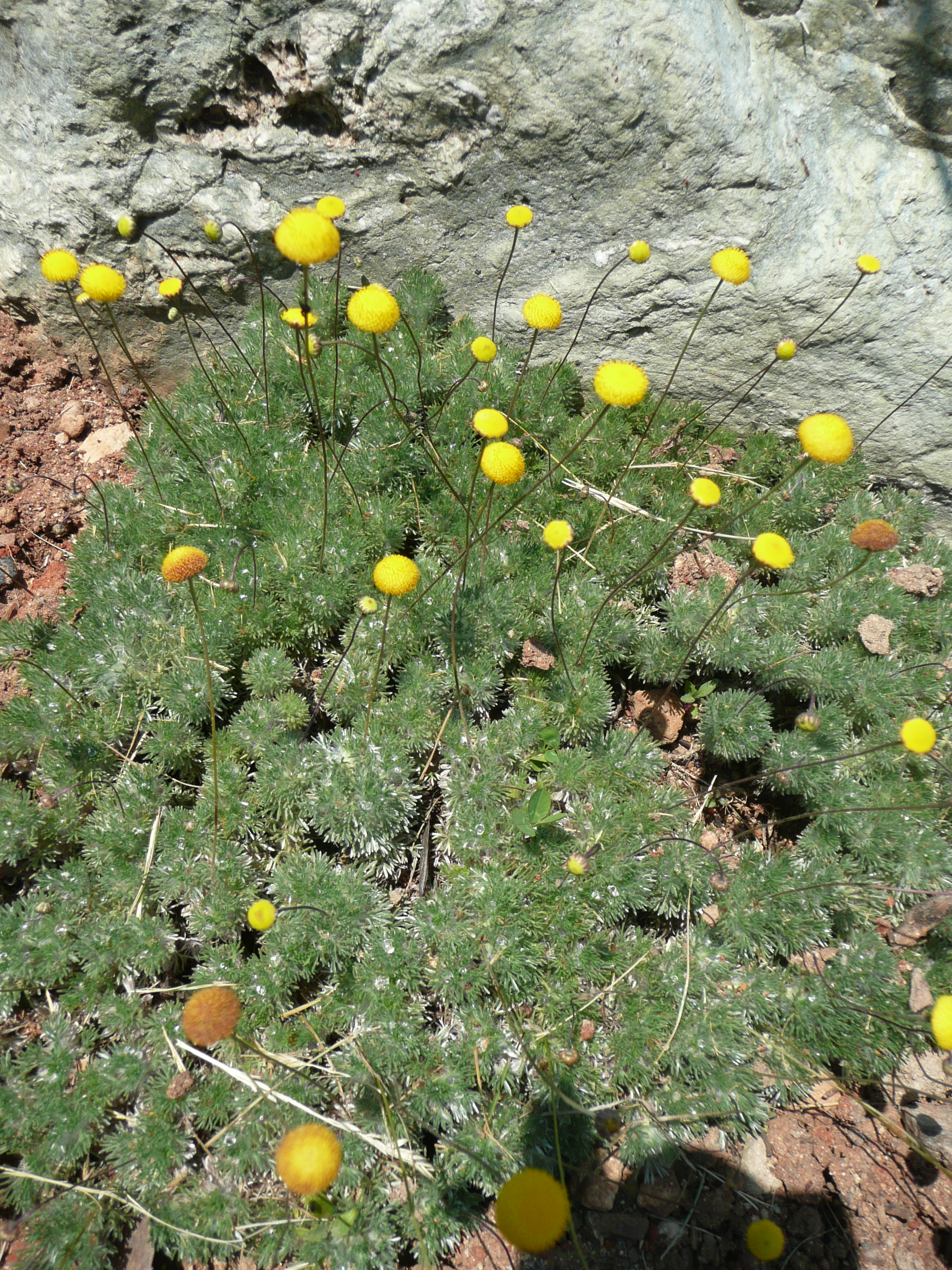
Cotula hispida
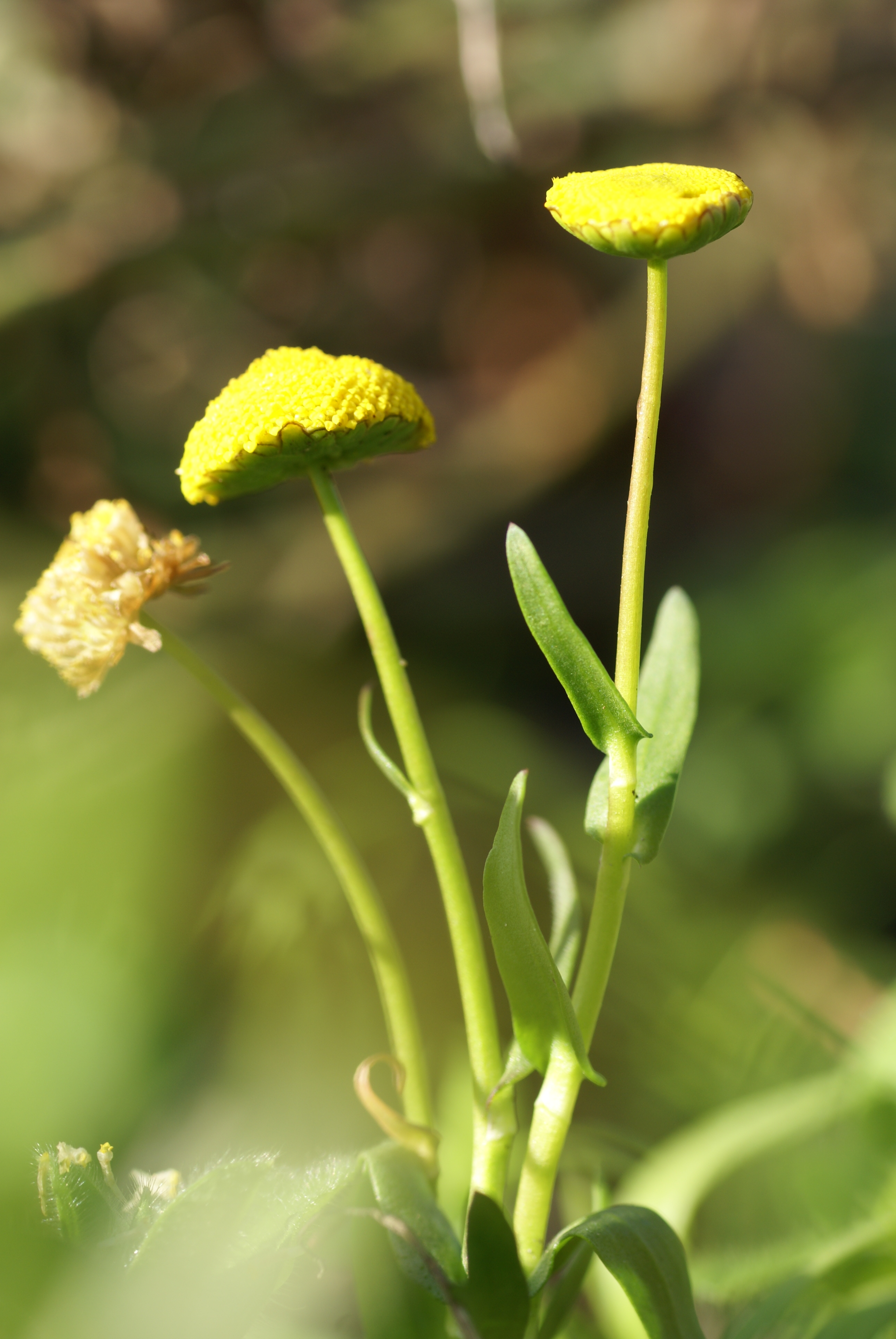
Cotula leptalea
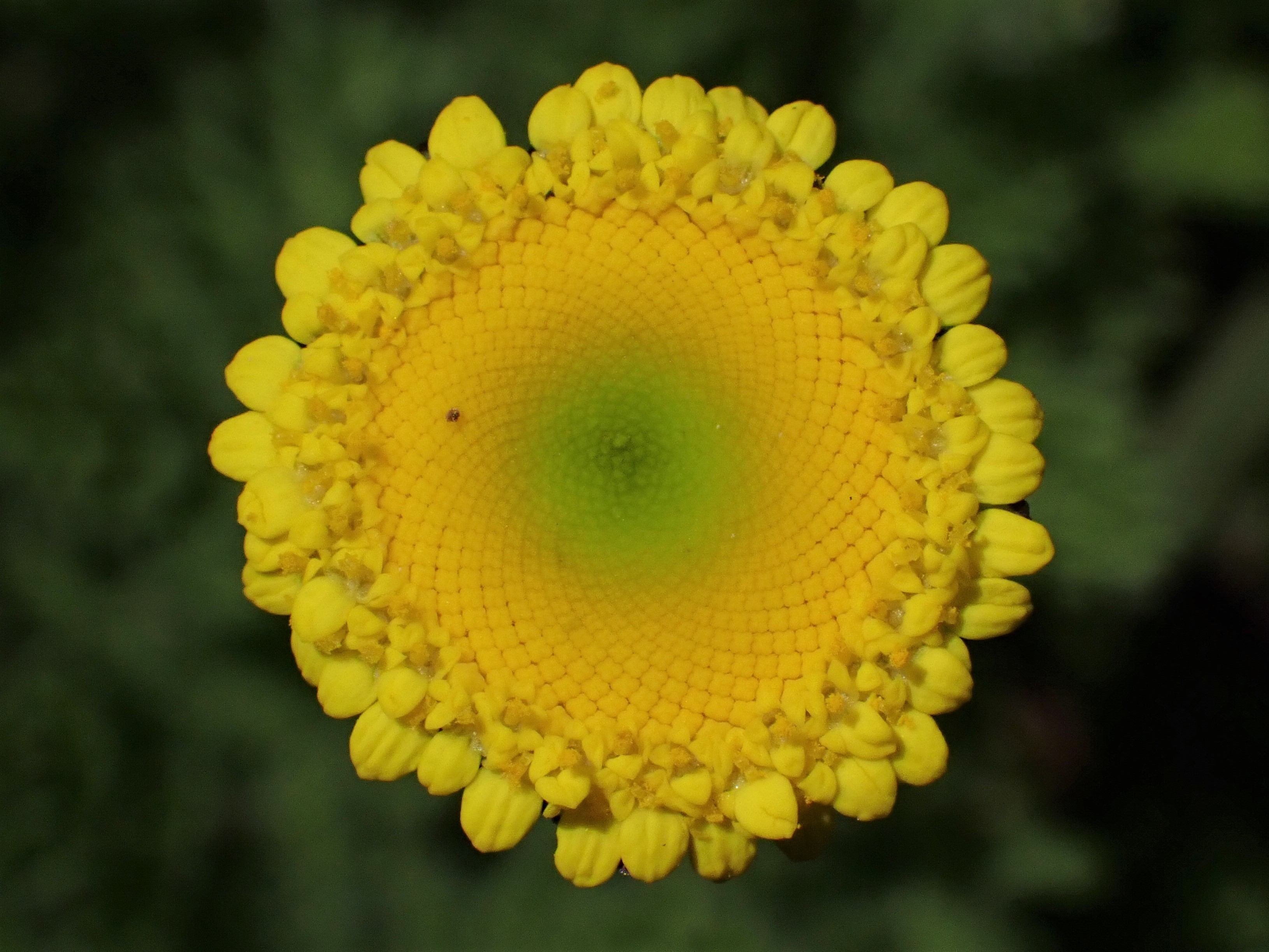
Cotula lineariloba
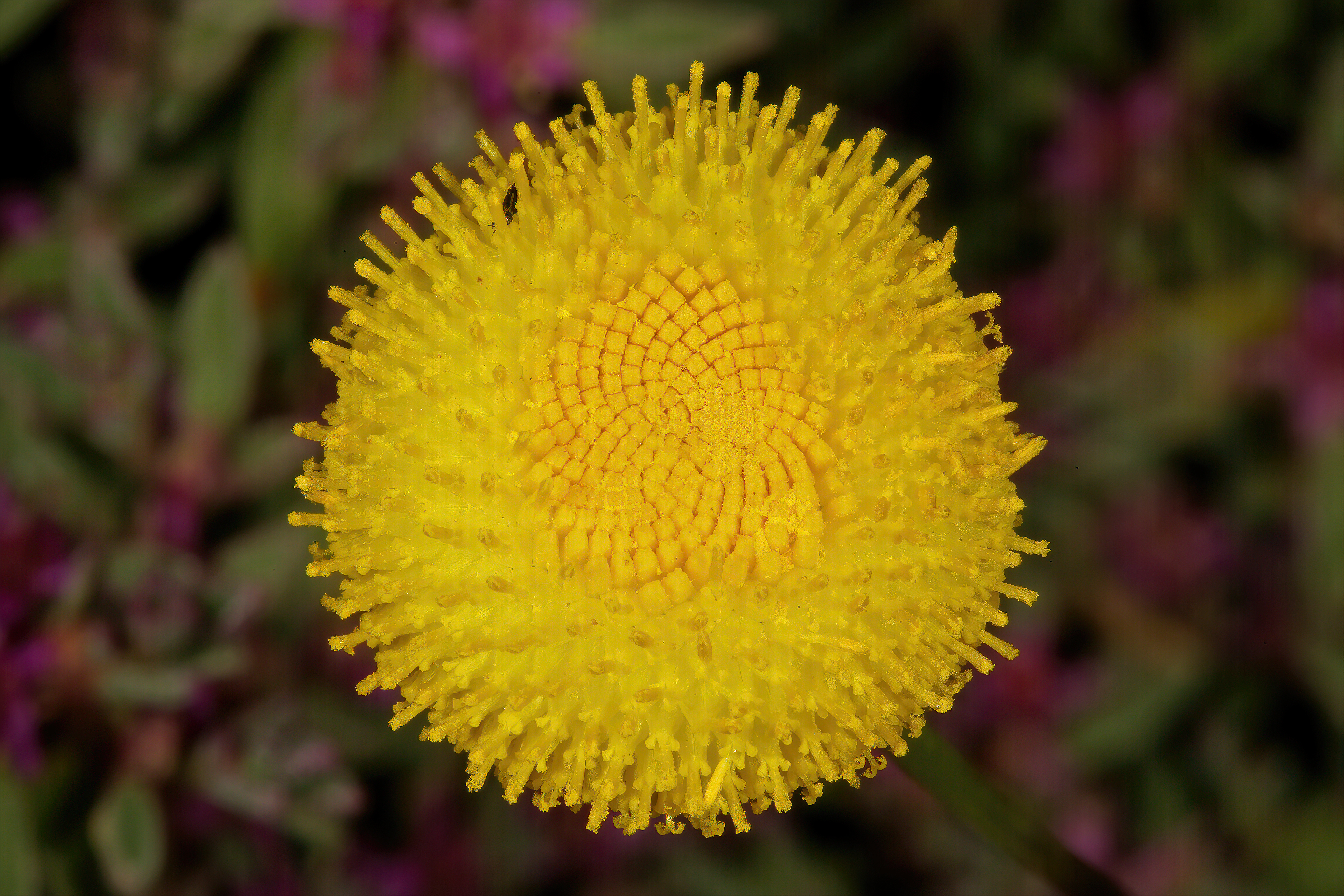
Cotula microglossa

N - P - R
- Cotula nigellifolia (DC.) K.Bremer & Humphries
- Cotula nudicaulis Thunb.
- Cotula paludosa Hilliard
- Cotula paradoxa Schinz
- Cotula pedicellata Compton
- Cotula pedunculata (Schltr.) E.Phillips
- Cotula perennans Jakoet, Mucina & Magee
- Cotula pruinosa (DC.) Jakoet & Magee
- Cotula pterocarpa DC.
- Cotula pusilla Thunb.
- Cotula rosea (Less.) Bojer ex B.D.Jacks.

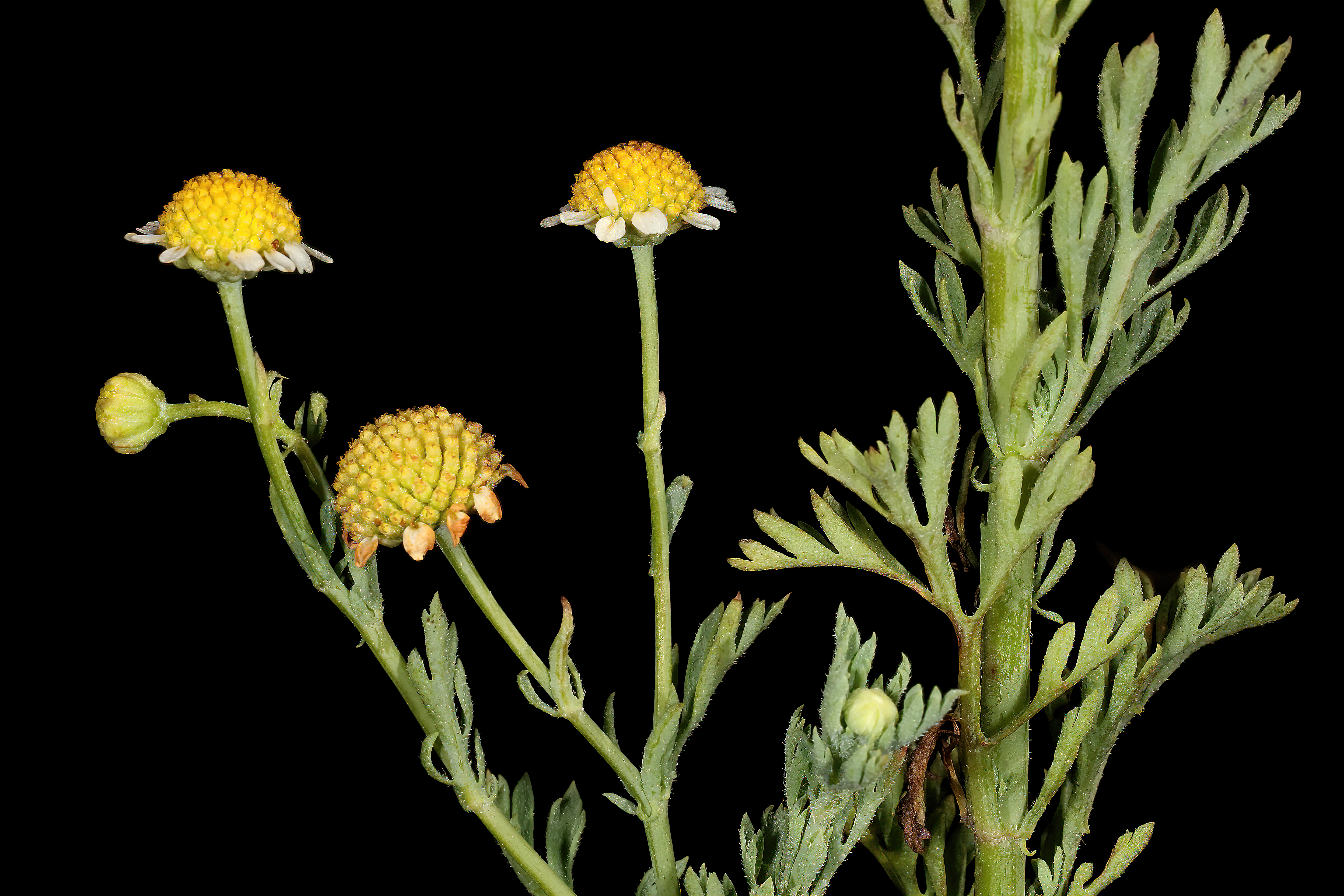
Cotula nigellifolia
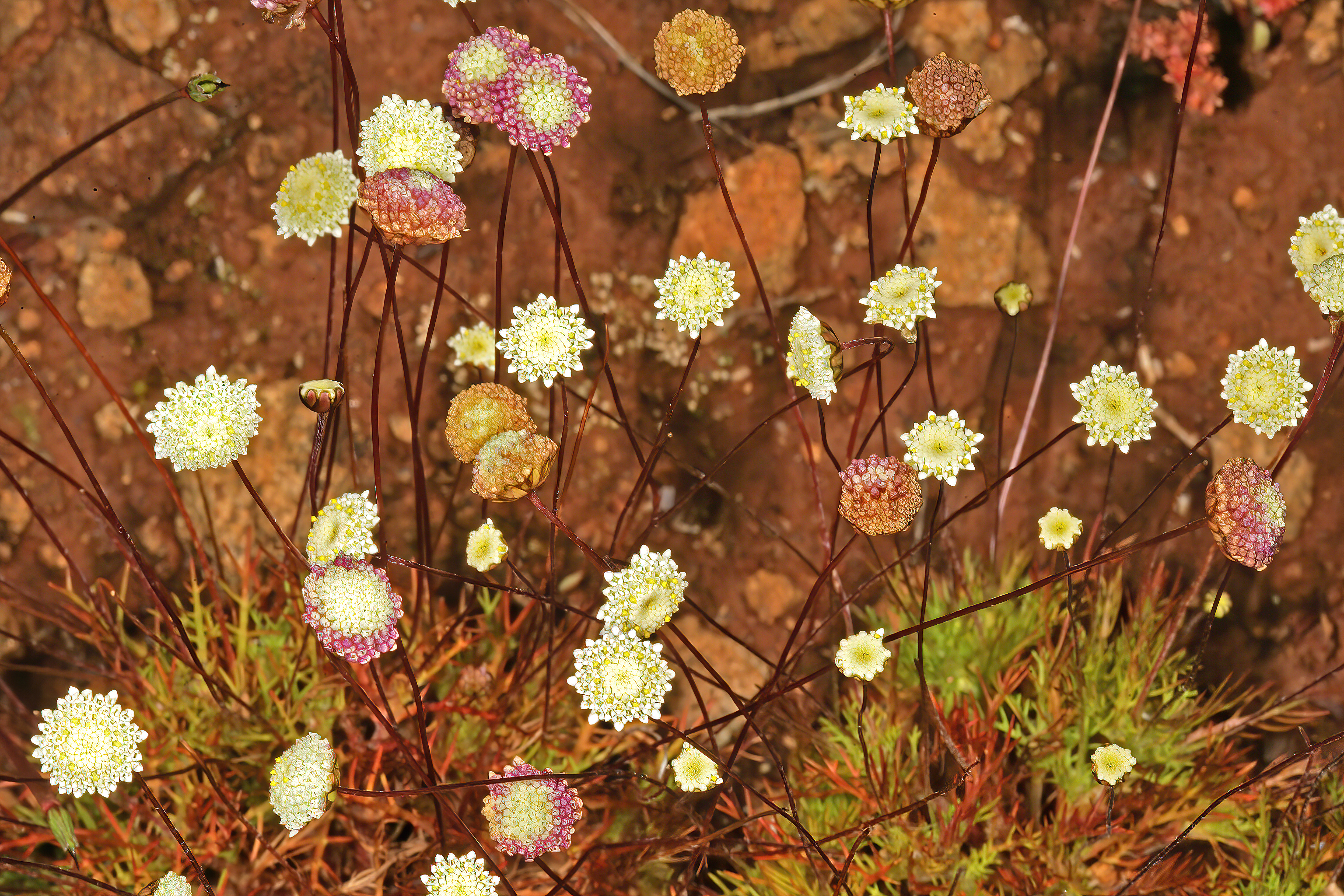
Cotula nudicaulis

S -T - V - Z
- Cotula sericea L.f.
- Cotula socialis Hilliard
- Cotula sororia DC.
- Cotula tenella E.Mey. ex DC.
- Cotula thunbergii Harv.
- Cotula tuberculata Jakoet & Magee
- Cotula turbinata  L.
- Cotula villosa  DC.
- Cotula vulgaris  Levyns
- Cotula zeyheri  Fenzl ex Harv.

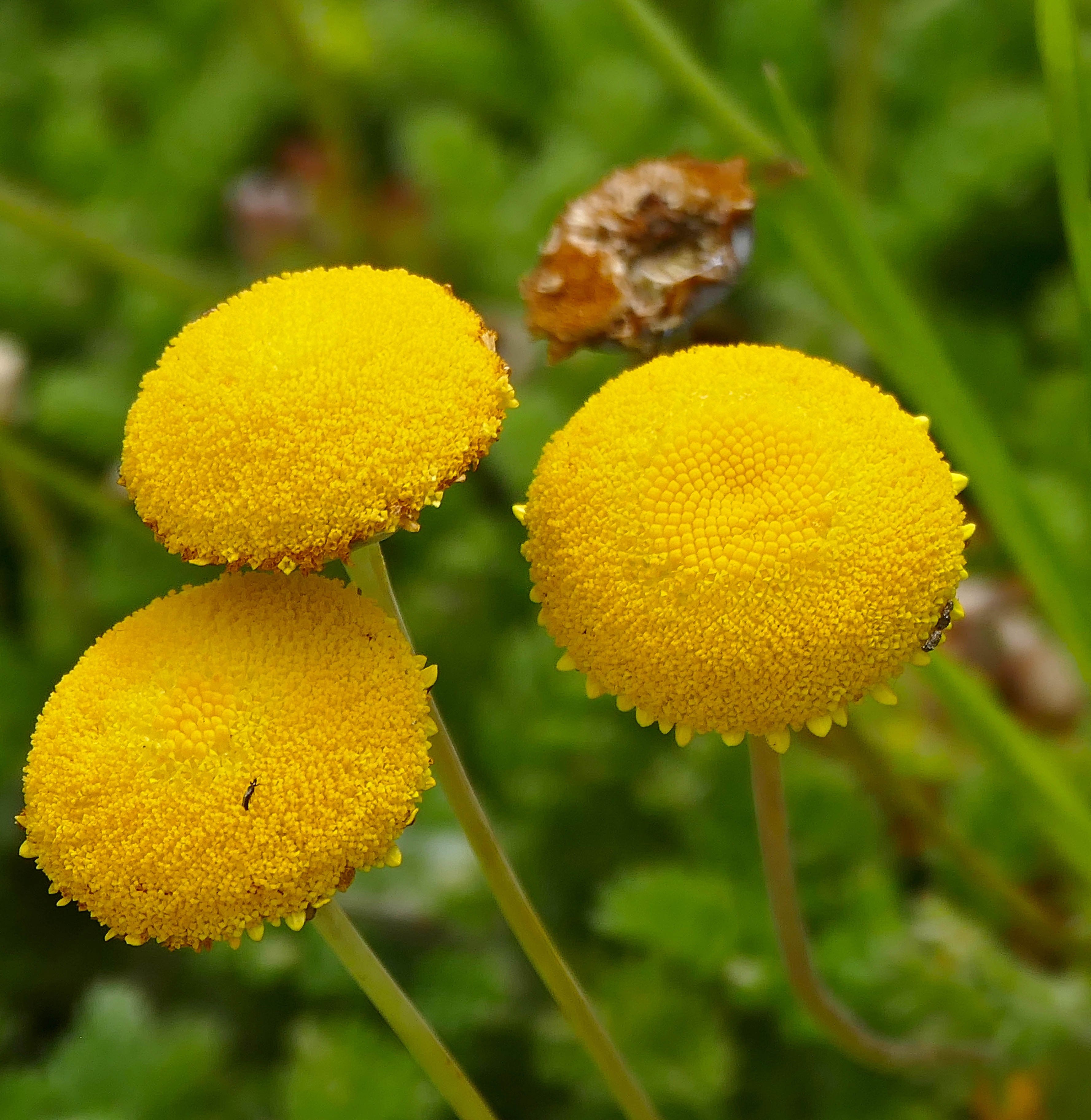
Cotula sericea
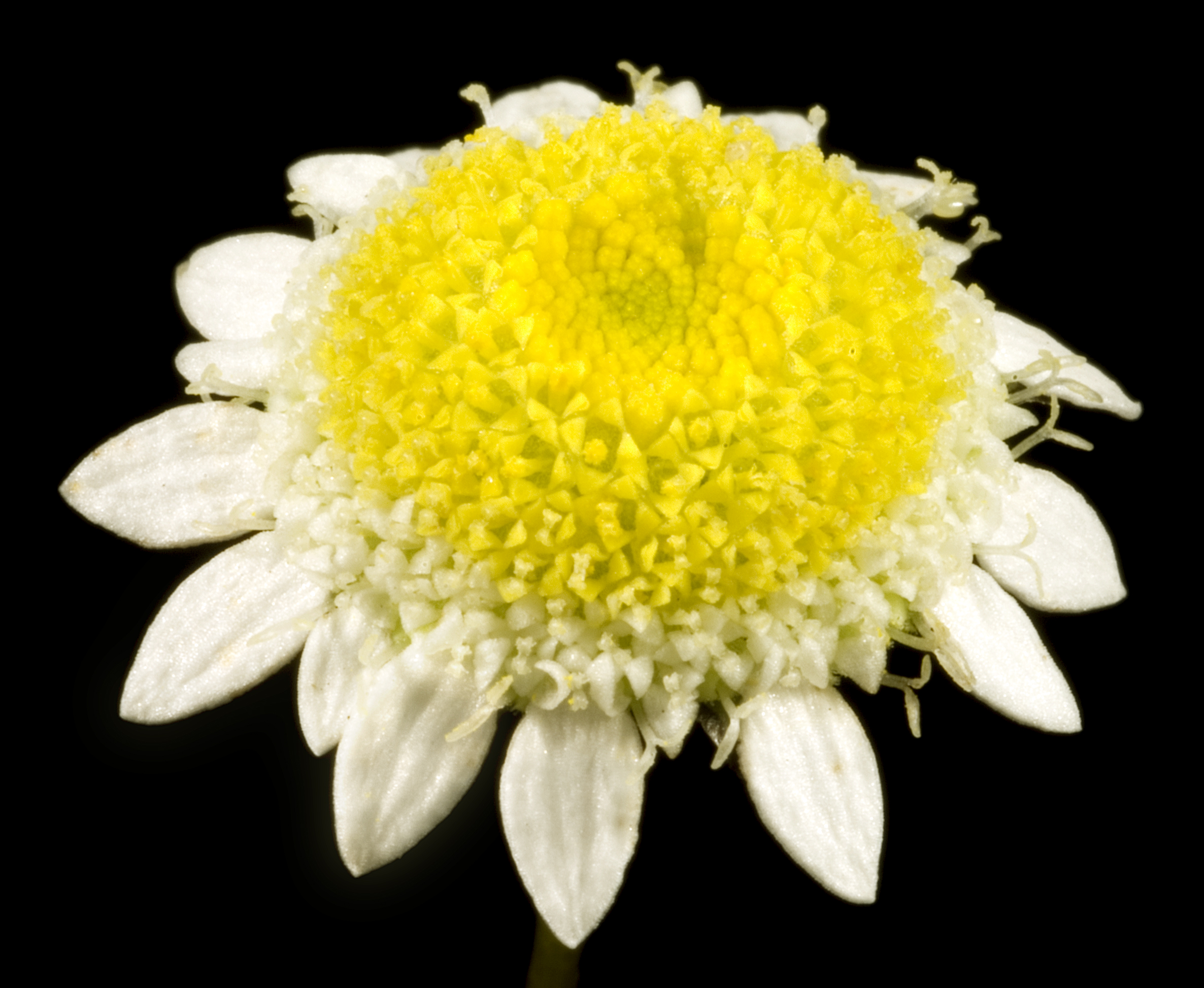
Cotula turbinata

### Sinonimi
Sono elencati alcuni sinonimi per questa entità:
- Cenia Comm. ex Juss.
- Ctenosperma  Hook.f.
- Gymnogyne  Steetz
- Lancisia  Fabr.
- Lancisia  Lam. .
- Leptogyne  Less.
- Machlis  DC.
- Otochlamys  DC.
- Pleiogyne  K.Koch
- Sphaeroclinium  Sch.Bip.
- Strongylosperma  Less

### Specie della flora spontanea italiana
Nella flora spontanea italiana sono presenti le seguenti specie:
- Le foglie inferiori sono intere, quelle superiori sono pennatosette; il diametro dei capolini è di 1 cm:

Cotula coronopifolia  L. - Margherita sudafricana: l'altezza massima della pianta è di 5 - 20 cm; il ciclo biologico è annuo; la forma biologica è terofita scaposa (T scap); il tipo corologico è Sud Africano; l'habitat tipico sono gli stagni salmastri; in Italia è una specie avventizia e più o meno comune e si trova al Centro e Sud.
- Le foglie sono di tipo composto (2 - 3 - pennate); il diametro dei capolini è di 4 cm:

Cotula australis Hook.f. - Margherita australiana: l'altezza massima della pianta è di 8 - 15 cm; il ciclo biologico è annuo; la forma biologica è terofita scaposa (T scap); il tipo corologico è Australiano e Nuova Zelanda; l'habitat tipico gli incolti presso il mare; in Italia è una specie rara e si trova al Nord.